# Katrin Reinert
Katrin Reinert (Stuttgart, 13 de enero de 1988) es una deportista alemana que compitió en remo.
Ganó dos medallas en el Campeonato Europeo de Remo, en los años 2007 y 2014. Participó en los Juegos Olímpicos de Pekín 2008, ocupando el séptimo lugar en la prueba de ocho con timonel.

## Palmarés internacional
| Campeonato Europeo | Campeonato Europeo | Campeonato Europeo | Campeonato Europeo |
| Año                | Lugar              | Medalla            | Prueba             |
| ------------------ | ------------------ | ------------------ | ------------------ |
| 2007               | Poznań (Polonia)   | Medalla de plata   | Ocho con timonel   |
| 2014               | Belgrado (Serbia)  | Medalla de bronce  | Ocho con timonel   |